# Louis de Cahusac
Louis de Cahusac, nacido en Montauban el 6 de abril de 1706 y fallecido en París el 22 de junio de 1759, fue un autor dramático francés.

## Biografía
Fue escudero y secretario de la comandancia del Conde de Clermont e hizo la campaña de 1743 con él, pero abandonó esta actividad para dedicarse a la literatura. 
Quedan varias piezas de teatro suyas, como :
- Pharamond (1736)
- Le Comte de Warwick (1742), tragedia
- Zénéide et l'Algérien (1743).

Poeta dramático y lírico, colaboró con el compositor Jean-Philippe Rameau en numerosas obras líricas como: 
- Les fêtes de Polymnie (1745)
- Las fiestas de Himeneo y el Amor (1747)
- Naïs (1749)
- Zoroastro (1749)
- Anacreonte (1754).

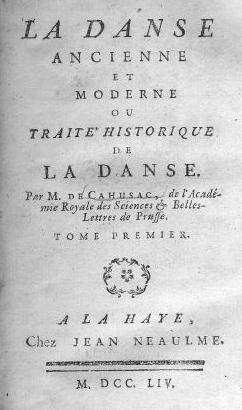
portada del Tratado histórico de la danza, de Cahusac

Es muy posiblemente el autor del libreto de las Boréades￼￼, última tragedia lírica de Rameau, cuyos ensayos tuvieron lugar en 1764 pero que no se representó en público hasta 1982.
Participó igualmente en la redacción de artículos para la Enciclopedia, sobre todo sobre ballet, canto, comedia-ballet,  contradanza, etc.
Publicó El Baile antiguo y moderno o Tratado histórico del baile (La Haya, Jean Neaulme, 1754, reeditado en 2004).
Fue, entre los libretistas que colaboraron con Rameau, el que tuvo una colaboración más longeva; Rameau tenía un mal carácter y era tacaño, y solo Cahusac llegó a entenderse de manera duradera con él.